# المجصص (جازان)
قرية فلس، وهي إحدى قرى منطقة جازان وهي قرية سكنية تابعة لبلدية محافظة أبو عريش جنوب غرب المملكة العربية السعودية، تبعد 15 كم باتجاه الشمال الشرقي من مدينة أبو عريش.

## الموقع
تقع قرية المجصص في منطقة زراعية وسط محافظة جازان، تبعد عن مدينة أبو عريش التابعة لها حوالي 15 كيلومتر ويمر من جنوبها وادي على بعد أقل من كيلو متر واحد، وتبعد حوالي 40 كيلومترا بالاتجاه الشمالي الشرقي من مدينة جازان، عند خط طول 42 درجة وخط العرض 17 درجة.

## انظر ايضاً
- القويعية
- البهاكله
- المصايدة

## وصلات خارجية
- بيانات المجلس البلدي من الأمانة العامة لشؤون المجالس البلدية.
- حصر الخدمات بالمدن والقرى بمنطقة جازان.
- دليل الخدمات بمنطقة جازان.
- مصلحة الإحصاءات العامة والمعلومات.